# アスベスト市
アスベスト市（ロシア語：Асбест）とは、ロシア連邦のロシア中央部のスヴェルドロフスク州に存在する都市である。付近に世界的に見ても巨大な石綿鉱山が存在することから、都市名には「アスベスト」（石綿）の名が付けられた。なお、近くにはウラル山脈が存在する。気候帯は冷帯に属し、特に冬季は寒冷な気候である。人口は約6.3万人（2020年推定）。

## 産業
アスベスト市付近には世界的に見ても規模の大きな石綿鉱山が存在し、ウラルベスト社などの石綿産業を中心とした大規模工業地となっている。なお、2007年の鉱業と製造業の企業や組織の売上高は約70億ルーブルであった。

## 付近の著明な都市
南西約70kmの所に、人口100万人を超えるエカテリンブルクが存在する。この他、製鉄業で知られるニジニ・タギルなどが付近に存在する。